# 루터교 성인 달력
이 문서는 루터교에서 기독교 신앙의 모범이 되는 인물들의 기념일을 표시한 달력이다.

## 1월
- 1월 10일: 카이사레아의 바실리오. 379년.
- 1월 10일: 니사의 그레고리오. 385년.
- 1월 10일: 나지안스의 그레고리오. 389년.
- 1월 17일: 교회 부흥자 파코미오. 346년.
- 1월 17일: 이집트의 안토니오. 356년.
- 1월 19일: 핀란드의 사도 헨리크. 1156년.
- 1월 20일: 아브라함의 아내 사라.
- 1월 21일: 순교자 아그네스. 304년.
- 1월 26일: 사도 디모테오, 디도, 실라. 1세기.
- 1월 27일: 루디아, 도르가, 포에베.
- 1월 28일: 토마스 아퀴나스. 1274년.

## 2월
- 2월 3일: 스칸디나비아의 사도 안스가리오. 865년.
- 2월 6일: 나가사키의 순교자. 1597년.
- 2월 13일: 아퀼라, 프리스킬라, 아폴로.
- 2월 14일: 슬라브의 사도 시릴로. 869년.
- 2월 14일: 슬라브의 사도 메토디오. 885년.
- 2월 15일: 필레몬, 오네시모.
- 2월 16일: 필립 멜란히톤. 1560년.
- 2월 18일: 마르틴 루터. 1546년.
- 2월 23일: 스미르나의 폴리카르포. 156년.

## 3월
- 3월 1일: 조지 허버트. 1633년.
- 3월 2일: 존 웨슬리. 1791년.
- 3월 7일: 카르타고의 순교자. 202년.
- 3월 17일: 아일랜드의 사도 패트릭. 461년.
- 3월 19일: 마리아의 남편 요셉.
- 3월 21일: 캔터베리 대주교 토머스 크랜머. 1556년.
- 3월 22일: 조나단 에드워즈. 1758년.
- 3월 29일: 한스 닐센 하우게. 1824년.
- 3월 31일: 존 던. 1631년.

## 4월
- 4월 4일: 아프리카의 사도 베네딕토. 1589년.
- 4월 6일: 미켈란젤로 부오나로티. 1528년.
- 4월 6일: 루카스 크라나흐. 1557년.
- 4월 6일: 알브레히트 뒤러. 1589년.
- 4월 10일: 미카엘 아그리콜라. 1557년.
- 4월 19일: 울라우스 페트리. 1552년.
- 4월 19일: 라우렌티우스 페트리. 1573년.
- 4월 20일: 요한네스 부겐하겐. 1558년.
- 4월 21일: 캔터베리 대주교 안셀모. 1109년.
- 4월 24일: 요한 발터. 1570년.
- 4월 25일: 복음사가 마르코. 1세기.
- 4월 29일: 시에나의 카타리나. 1380년.

## 5월
- 5월 1일: 알패오의 아들 야고보.
- 5월 1일: 사도 필립보.
- 5월 2일: 알렉산드리아의 아타나시오. 373년.
- 5월 4일: 히포의 모니카. 387년.
- 5월 5일: 프리드리히 현공(賢公). 1525년.
- 5월 8일: 모리타니의 빅토르. 303년.
- 5월 8일: 노르위치의 줄리안. 1416년.
- 5월 9일: 니콜라우스 루드비히 폰 진젠도르프. 1760년.
- 5월 9일: 욥(구약 인물).
- 5월 14일: 사도 마티아.
- 5월 18일: 스웨덴 왕 에릭 9세. 1160년.
- 5월 21일: 콘스탄틴 황제. 337년.
- 5월 24일: 니콜라우스 코페르니쿠스. 1543년.
- 5월 24일: 레온하르트 오일러. 1783년.
- 5월 24일: 유대 출신의 페르시아 왕비 에스더.
- 5월 25일: 교부 베데. 735년.
- 5월 27일: 존 칼빈. 1564년.
- 5월 29일: 유리 트라노프스키. 1637년.

## 6월
- 6월 1일: 로마의 유스티노. 165년.
- 6월 3일: 요한 23세. 1963년.
- 6월 5일: 독일의 사도 보니파시오. 754년.
- 6월 9일: 교부 골룸바. 597년.
- 6월 9일: 교부 아드리아노. 651년.
- 6월 11일: 사도 바르나바.
- 6월 14일: 교부 마크리나. 379년.
- 6월 14일: 엘리사(구약 인물).
- 6월 24일: 세례 요한.
- 6월 26일: 예레미야(구약 인물).
- 6월 27일: 알렉산드리아의 시릴로. 444년.
- 6월 28일: 리용의 이레네오. 202년.
- 6월 29일: 사도 베드로.
- 6월 29일: 사도 바울.

## 7월
- 7월 3일: 사도 토마스.
- 7월 6일: 얀 후스. 1415년.
- 7월 11일: 누르시아의 베네딕토. 547년.
- 7월 17일: 라스 카사스. 1566년.
- 7월 20일: 엘리야(구약 인물).
- 7월 21일: 에제키엘(구약 인물).
- 7월 22일: 마리아 막달레나.
- 7월 23일: 스웨덴의 비르기타. 1373년.
- 7월 25일: 제베대오의 아들 야고보.
- 7월 28일: 하인리히 슐츠. 1672년.
- 7월 28일: 요한 제바스티안 바흐. 1750년.
- 7월 28일: 게오르크 프리드리히 헨델. 1759년.
- 7월 29일: 노르웨이 왕 울라프 2세. 1030년.
- 7월 31일: 아리마태아 요셉.

## 8월
- 8월 3일: 요안나, 마리아(신약 인물).
- 8월 8일: 오스마의 도미니코. 1221년.
- 8월 10일: 로마의 라우렌시오. 258년.
- 8월 12일: 아시시의 클라라. 1253년.
- 8월 13일: 플로렌스 나이팅게일.
- 8월 15일: 예수의 어머니 마리아.
- 8월 16일: 이삭(구약 인물).
- 8월 17일: 요한 게르하르드. 1637년.
- 8월 19일: 셰르보의 베르나르. 1153년.
- 8월 24일: 사도 바르톨로메오.
- 8월 27일: 히포의 모니카. 387년.
- 8월 28일: 히포의 아우구스티노. 430년.

## 9월
- 9월 1일: 여호수아(구약 인물).
- 9월 2일: 니콜라스 그룬트비. 1872년.
- 9월 2일: 한나(구약 인물).
- 9월 3일: 그레고리오 1세. 604년.
- 9월 4일: 모세(구약 인물).
- 9월 5일: 스가랴(구약 인물).
- 9월 9일: 페드로 클라베르. 1654년.
- 9월 13일: 요한 크리소스토모. 407년.
- 9월 16일: 카르타고의 치프리아노. 258년.
- 9월 21일: 사도 마태오.
- 9월 22일: 요나(구약 인물).
- 9월 29일: 천사 미가엘.
- 9월 30일: 초기 교회의 신학자 히에로니모. 419년.

## 10월
- 10월 4일: 아시시의 프란치스코. 1226년.
- 10월 6일: 윌리엄 틴데일. 1536년.
- 10월 7일: 헨리 멜키오르 뮐렌버그. 1787년.
- 10월 9일: 아브라함(구약 인물).
- 10월 15일: 아빌라의 테레사. 1582년.
- 10월 17일: 안티오크의 이냐시오. 115년.
- 10월 18일: 사도 루가.
- 10월 26일: 필립 니콜라이. 1608년.
- 10월 26일: 요한 헤르만. 1647년.
- 10월 26일: 파울 게르하르트. 1676년.
- 10월 28일: 사도 시몬.
- 10월 28일: 사도 타데오.
- 10월 31일: 종교 개혁 기념일.

## 11월
- 11월 1일: 모든 성인들의 축일.
- 11월 3일: 포레의 마르틴. 1639년.
- 11월 7일: 바르톨로메우스 지겐발크. 1719년.
- 11월 8일: 요한 폰 스타우피츠. 1524년.
- 11월 9일: 마르틴 쳄니츠. 1586년.
- 11월 11일: 투르의 마르티노. 397년.
- 11월 11일: 쇠렌 키에르케고르. 1855년.
- 11월 14일: 비잔티움 황제 유스티니아누스 1세. 565년.
- 11월 17일: 헝가리의 엘리자베타. 1231년.
- 11월 23일: 클레멘스 1세. 100년.
- 11월 24일: 유스투스 팔크너. 1723년.
- 11월 25일: 아이작 워츠. 1748년.
- 11월 29일: 노아(구약 인물).
- 11월 30일: 사도 안드레아.

## 12월
- 12월 3일: 프란치스코 하비에르. 1552년.
- 12월 4일: 다마스커스의 요한. 749년.
- 12월 6일: 뮈라의 니콜라오. 342년.
- 12월 7일: 밀라노의 암브로조. 397년.
- 12월 13일: 시라쿠사의 루치아. 304년.
- 12월 14일: 십자가의 요한. 1591년.
- 12월 17일: 다니엘(구약 인물).
- 12월 19일: 아담, 이브(구약 인물).
- 12월 20일: 카타리나 폰 보라. 1552년.
- 12월 25일: 크리스마스.
- 12월 26일: 사도 스테파노.
- 12월 27일: 사도 요한.
- 12월 29일: 다윗(구약 인물).